# Tinieblas de la Sierra
Tinieblas de la Sierra är en kommun i Spanien.   Den ligger i provinsen Provincia de Burgos och regionen Kastilien och Leon, i den norra delen av landet, 200 km norr om huvudstaden Madrid. Arean är 29,0 kvadratkilometer.
Terrängen i Tinieblas de la Sierra är kuperad norrut, men söderut är den platt.